# Díaz y Grilló
Díaz y Grilló, abreujat DYG, fou una marca catalana d'automòbils especialitzada en autocicles, fabricats per l'empresa Fábrica Española de Automóviles Díaz y Grilló a Barcelona entre 1915 i 1922. Fundada pel mecànic madrileny establert a Barcelona Antonio Díaz i el barceloní Màrius Grilló, l'empresa tenia la seu al carrer Sicília núm. 141-143 (cantonada amb passatge de Pagès núm. 13-15).

## Història

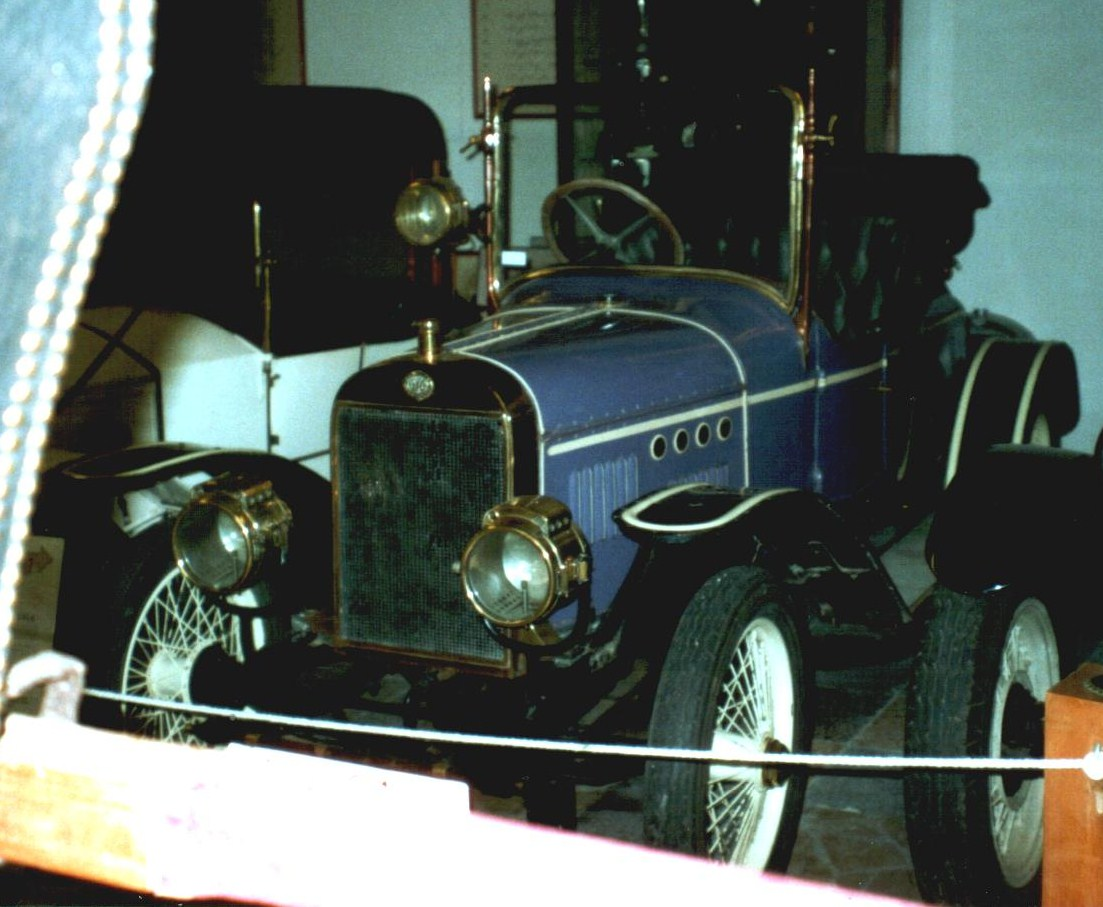
Un autocicle DyG de 1916

Antonio Díaz i Màrius Grilló s'havien associat el 1913 per a dedicar-se a la reparació d'automòbils, fins que el 1915 decidiren fabricar-ne de propis. Els DyG eren petits i robusts autocicles dotats inicialment de motors francesos Ballot i més tard, dels suïssos MAG de 2 i 4 cilindres d'un màxim de 1.103 cc. Un dels seus punts forts era la suspensió, amb barres de torsió i els dos eixos connectats entre si, la qual cosa els atorgava una gran estabilitat.
La fiabilitat dels DyG els va fer força populars en el seu moment, en renyida competència esportiva i comercial amb els David, América i Ideal. Alguns dels èxits esportius de la marca varen ser la victòria de Rafael Clarassó en la cursa per etapes Barcelona-Madrid-Barcelona de 1916, la Medalla d'Or del mateix Antonio Díaz a la Prova de Regularitat del RMCC de 1917, a la Prova per Equips del RMCC, a la V Prova de Regularitat de 1919 i a la III Volta a Catalunya del RACC de 1920, en la qual ocuparen les dues primeres posicions en la seva categoria.
Díaz y Grilló va arribar a exposar els seus vehicles al Saló de Madrid de 1919. Poc després, va cessar la producció a causa del progressiu descens de les vendes que experimentà en decaure l'interès pels autocicles al tombant de la dècada de 1920. Després d'intentar sense èxit reconduir la seva activitat a la fabricació de cotxes de turisme en sèrie, els dos socis varen dissoldre l'empresa i varen continuar cadascú pel seu costat, dedicats a altres activitats.